# Городской музей Монтеррея
Городской музей Монтеррея (исп. Museo Metropolitano de Monterrey) — краеведческий музей и культурный центр в Монтеррее, столице штата Нуэво-Леон (Мексика). Расположен в бывшей ратуше Монтеррея.

## История
Здание, которое занимает Метрополитен-музей Монтеррея, было построено в середине 19 века для размещения властей города. Первый корпус здания был построен для Диего де Монтемайором, который получил землю в 1612 году. Строительство нынешнего здания началось в 1653 году и закончилось более чем через два столетия в 1887 году. В 1846 году оно пережило пожар во время американо-мексиканской войны. В 1853 году был построен второй этаж Городского дворца, и греческий архитектор Папиас Ангиано спроектировал фасад и создал герб. Здесь были помещения Лас Касас Реалес, Суда справедливости и муниципального совета.
С 1974 года здание, известное как «Старый муниципальный дворец», считается Национальным историческим памятником.
В 1976 году завершилось строительство нового городского дворца перед старым. В 1978 году он был резиденцией судебной власти штата, а в 1979 году Верховного суда штата.
В 1989 году в здании был основан Музей истории Нуэво-Леон, а в 1995 году правительство штата передало здание городу Монтеррей, чтобы превратить его в «Метрополитен-музей Монтеррея».

## Деятельность музея
Коллекция музея включает более 300 исторических памятников. Коллекция музея охватывает историю города, начиная с доисторического периода и заканчивая сегодняшним Монтерреем. Постоянная экспозиция показывает историю города Монтеррей через самые важные события, такие как первые поселенцы Нуэво-Леон, основание города, промышленность и торговля, образовательные учреждения и развитие города и его модернизация .
В музее иммется четыре выставочных зала для размещения временных экспозиций, центральный внутренний дворик и аудитория, где проводятся различные мероприятия, включая презентации книг, конференции, концерты, спектакли, танцевальные шоу, которые отдают дань уважения лучшему из искусства и культуры на местном уровне.